# Sitide
Sitidele (Sittidae), numite și țicleni, scorțari,  sunt o familie de păsări cântătoare care fac parte din ordinul Passeriformes. Familia cuprinde ca. 50 de specii răspândite în Europa, Asia, America de Nord și Centrală, lipsind în regiunile tropicale sau subtropicale. Păsările seamănă cu pițigoii de care se deosebesc prin faptul că au picioarele puternice cu gheare ascuțite adaptate la cățăratul pe arbori, stânci, ziduri, nu există un dimorfism sexual. Pot să se deplaseze în acest fel ușor, urcând, coborând sau rotindu-se în jurul propriei axe, pe pereți verticali sau ramuri orizontale. Cuiburile le fac de obicei în scorburi, intrarea în scorbură fiind obstruată sau micșorată cu lut. Hrană păsărilor constă mai ales din insecte, păianjeni, sau semințe. 
În România se întâlnesc două specii: 
- Scorțarul (Sitta europaea) cu mărimea de 15 cm
- Fluturașul de stâncă (Tichodroma muraria) (17 cm mărime)

## Sistematica
Familia sitidelor (Sittidae) include 32 specii repartizate în 3 genuri și 3 subfamilii:
- Subfamilia Sittinae
  - Genul Sitta
    - Sitta europaea = Țiclean, Scorțar
    - Sitta arctica
    - Sitta nagaensis
    - Sitta cashmirensis
    - Sitta castanea
    - Sitta cinnamoventris
    - Sitta neglecta
    - Sitta himalayensis
    - Sitta victoriae
    - Sitta pygmaea
    - Sitta pusilla
    - Sitta insularis
    - Sitta whiteheadi = Țiclean corsican
    - Sitta ledanti = Țiclean algerian
    - Sitta krueperi = Țiclean caucazian
    - Sitta yunnanensis
    - Sitta canadensis
    - Sitta villosa
    - Sitta leucopsis
    - Sitta przewalskii
    - Sitta carolinensis = Țiclean american, Scorțar american
    - Sitta neumayer = Țiclean de stâncă
    - Sitta tephronota = Țiclean de piatră
    - Sitta frontalis
    - Sitta solangiae
    - Sitta oenochlamys
    - Sitta azurea
    - Sitta magna
    - Sitta formosa
- Subfamilia Tichodrominae
  - Genul Tichodroma
    - Tichodroma muraria = Fluturaș de stâncă
- Subfamilia Salpornithinae
  - Genul Salpornis
    - Salpornis salvadori
    - Salpornis spilonota